# معتمدية بومرداس
معتمدية بومرداس إحدى معتمديات الجمهورية التونسية، تابعة لولاية المهدية.
هي من أعرق مدن الولاية وتزدهر فيها صناعات النسيج
الجغرافيا 
بومرداس ،(Sarsura القديمة) وسمية مدينة بومرداس نسبة لأسلاف  عائلة المرداسي; في منطقة الساحل على بعد 200 كيلومتر جنوب تونس العاصمة ، على بعد 50 كلم من مدينة سوسة (Hadrumetum القديمة) على بعد 40 كيلومترا من المنستير (Ruspina القديمة) ، على بعد 15 كيلومترا من الجم ( Thysdrus القديمة) بالمكنين 22 كيلومترا و 80 كيلومترا من صفاقس (العاصمة الاقتصادية للجنوب) ، على بعد 90 كيلومترا من القيروان (عاصمة الأغالبة) على بعد 100 كيلومتر قرقنة (Cercina القديم) وعلى بعد 30 كيلومترا من المهدية (عاصمة الفاطميين و رئيس مدينة في محافظة المهدية). الشاطئ بالقرب من بومرداس والمهدية (السياحية الأكثر شعبية في منطقة البحر الأبيض المتوسط). وتقع معتمدية بومرداس في واد مغطى بأشجار الزيتون في المنطقة على نحو أفضل.